# David Allen Brooks
David Allen Brooks (Los Angeles, 9 gennaio 1947) è un attore statunitense.

## Filmografia parziale
- Cast Away (2000)
- E.R. - Medici in prima linea (2 episodi, 2002-2003)